# Сан Пелегринето (Модена)
Сан Пелегринето је насеље у Италији у округу Модена, региону Емилија-Ромања.
Према процени из 2011. у насељу је живело 27 становника. Насеље се налази на надморској висини од 706 м.